# Валери Славчев
Валери Славчев е български рок музикант, композитор, вокалист, китарист, автор на текстове, автор на маслена живопис (живописец) и фронтмен на група „Хоризонт“.

## Биография
Роден е в София на 19 май 1970 г. Завършва техникум по вътрешна архитектура и клас по радиотехника и електроника.
През 1984 г. като ученик в 121-во училище „Лилия Карастоянова“ („Георги Измирлиев“) създава група „Хоризонт“, в която първоначално свирят негови съученици, а в следващите няколко години групата оформя и окончателния си състав. Първата му сценична изява е на 22 юни 1985 г. с „Хоризонт“.
Групата е една от известните ученически формации в този период с концертите си из страната, участие в първите рок-фестивали на ученически групи в зала Универсиада, летен театър в София, летен театър Габрово и др. На конкурса за млади групи в Албена 1988 г. Валери Славчев печели отличие за най-добър рок вокал. Следват хиляди рок километри в България и чужбина. В периода 1984 – 2025 г. Валери Славчев има 4500 концерта като фронтмен на групата и записи на 6 албума – „Нарисувай“ (1996), „Нежно“ (2003), „Откривам злато“ (2007), „Прекалено любопитни“ (2014), "Обещаваме си да се видим пак" концертен албум (2021 г.) и "Измислени иснини" (2024 г.). С група „Хоризонт“ той изпява и записва първата българска кавър версия – „До последен дъх“ (1994).
Успоредно с изявите си в „Хоризонт“ Валери Славчев има издадени 2 самостоятелни госпъл албума – „Ще устоим на студения вятър“ (1993) и „Покажи ми“ (1996).
През 1995 г. е издадена неговата стихосбирка „В зеленото има поляни“.
Известно време се занимава с иконопис. Автор е и на над 200 картини с маслена живопис, като голяма част от тях са в колекциите на хора, живеещи в над 20 

държави по света.
През 2020 г. излиза негов сборник с разкази „Когато бях красив“.
През 2021 г. издава и първия си роман озаглавен „Няма време, трябва да се обичаме“.